# Juan Rodríguez, Mexiko
Juan Rodríguez är en ort i Mexiko.   Den ligger i kommunen Empalme och delstaten Sonora, i den nordvästra delen av landet, 1 500 km nordväst om huvudstaden Mexico City. Juan Rodríguez ligger 44 meter över havet och antalet invånare är 461.
Terrängen runt Juan Rodríguez är platt. Runt Juan Rodríguez är det ganska tätbefolkat, med 93 invånare per kvadratkilometer. Närmaste större samhälle är Guásimas, 13,8 km söder om Juan Rodríguez. Omgivningarna runt Juan Rodríguez är i huvudsak ett öppet busklandskap.